# Alex Liddi
Alessandro "Alex" Liddi (né le 14 août 1988 à Sanremo, Italie) est un joueur de troisième but des Ligues majeures de baseball.
En 2011, il devient le septième joueur né en Italie à jouer pour une équipe de la MLB et le premier depuis que Reno Bertoia y a évolué de 1953 à 1962. Cependant, parmi ces sept joueurs, Liddi est le premier à avoir grandi en Italie sans avoir immigré durant son enfance aux États-Unis ou au Canada.

## Carrière
Alex Liddi signe son premier contrat professionnel en 2005 avec les Mariners de Seattle. Il amorce sa carrière dans les ligues mineures de baseball avec un club-école des Mariners en 2006. En 2009, il est nommé meilleur joueur de l'année parmi ceux des ligues mineures appartenant aux Mariners.
Il s'aligne avec l'équipe de baseball d'Italie à la Classique mondiale de baseball en 2009.
Liddi fait ses débuts dans le baseball majeur avec les Mariners de Seattle le 7 septembre 2011 à Anaheim face aux Angels. À sa seconde partie jouée, le 9 septembre, il frappe son premier coup sûr dans les majeures, un double aux dépens du lanceur Jeff Francis des Royals de Kansas City. Le 19 septembre, contre les Indians de Cleveland et leur lanceur David Huff, Liddi claque son premier coup de circuit dans les majeures. Il réussit 3 circuits et compte 6 points produits en 15 parties jouées pour les Mariners en 2011. 
En 2012, il frappe pour ,224 en 38 parties avec 3 circuits et 10 points produits pour les Mariners.
Il est transféré aux Orioles de Baltimore le 13 juillet 2013 après 8 parties jouées pour Seattle durant la saison. Il joue la fin de 2013 dans les mineures sans être appelé par les Orioles puis partage la saison 2014 en ligues mineures avec des clubs affiliés aux Dodgers de Los Angeles et aux White Sox de Chicago, avant de rejoindre en 2015 un club-école des Royals de Kansas City.